# Santi Novoa
Santiago Novoa Marchena (n. Oviedo, Asturias; 3 de febrero de 1966), más conocido como Santi Novoa es el teclista de la banda asturiana de Power metal WarCry. Además es pianista, teclista del grupo de soul Los Redentores y director de la Polifónica Gijonesa. Desde 2004 también es profesor de Técnicas Vocales Pop-Rock en los cursos organizados por la Universidad Popular de Gijón.Director e impulsor del proyecto Coro Joven de Gijón que cumplirá una década con infinidad de actuaciones con gran éxito de crítica y público en cuya formación ha incorporado a lo largo de estos años a centenares de jóvenes aficionados a la música en un proyecto coral único y de gran proyección. 
Sus influencias son variadas, desde músicos e instrumentistas clásicos como Johann Sebastian Bach y Wolfgang Amadeus Mozart hasta bandas de jazz (Manhattan Transfer), heavy metal (Helloween, Judas Priest...) y pop (Elton John).

## Biografía
A la edad de 8 años ingresó en la escolanía de Covadonga durante un periodo de seis años, donde comenzó sus estudios musicales, tanto en formación de lenguaje musical, piano y desarrollo de la técnica vocal. Durante este periodo participó en la grabación de dos discos, así como un largo etc. de conciertos por toda la geografía española, entre ellos cabe destacar el Stabat Mater de Pergolesi, acompañados por la Orquesta Sinfónica de Asturias. Con 13 años tuvo la oportunidad de dirigir un “ochote” con sus compañeros de la Escolanía, con lo que logró el Primer Premio celebrado en el Concurso de Pola de Siero (Asturias).
Con 15 años le ofrecieron la dirección de la Coral Polifónica de Cangas del Narcea (cincuenta voces mixtas), labor que ejerció durante dos años, mientras asistió a los cursos de dirección en Lérida y Covadonga.
A partir de ese momento se hizo cargo de la dirección del Cuarteto Vocal Torner, con los que realizó la grabación de tres discos, y la dirección del Coro de Alumnos del Conservatorio de Oviedo.
Su vida musical dio un vuelco con la formación del grupo Dragón, grupo creado para amenizar fiestas, en el que su repertorio era totalmente atípico, basado en versiones de música pop-rock, rock, heavy... Más tarde llegó La Nave, de similares características, y colaboración con distintos grupos y solistas.
Retomó la dirección coral con el Coro Sergio Domingo de El Entrego, con el que realizó la grabación de un nuevo disco. Ofrecieron conciertos tanto a nivel regional, nacional como internacional, destacando el celebrado en Vilna (Lituania), donde compartieron escenario y repertorio con el Coro Femenino de la Universidad de Vilna. Desde 2004 compaginó la dirección con la enseñanza de Técnicas Vocales Pop-Rock en los cursos organizados por la Universidad Popular de Gijón, con su puesto como teclista del grupo de música soul Los Redentores.
En 2011 abandona la dirección del Coro San Andrés "Sergio Domingo" y en 2012 es elegido, de entre veinticinco candidatos, para dirigir la Polifónica Gijonesa "Anselmo Solar".
En 2015 por encargo directo del actual concejal de cultura del Ayto de Gijon Carlos Rubiera Tuya recibe la propuesta de creación de un Coro para la ciudad de Gijon, ahí nace el proyecto musical CORO JOVEN DE GIJÓN que en principio financiado por la Universidad Popular y más tarde desde la Federación de Coros de Asturias FECORA  soportan una mínima retribución a Santi Novoa en su labor de director. 

## En WarCry
En octubre de 2008, comenzó los ensayos con la banda española de power metal WarCry, para realizar la gira del disco Revolución. Su entrada en la formación de la banda tuvo una gran acogida debido a su gran técnica y adaptación a la banda, así como a su carácter.